# Birkenfeld (Baviera)
Birkenfeld è un comune tedesco di 2 160 abitanti, situato nel circondario del Meno-Spessart nel distretto della Bassa Franconia nel land della Baviera.